# Gladesville
Gladesville är en stadsdel i Sydney i Australien. Den ligger i kommunen Hunter's Hill och delstaten New South Wales, i den sydöstra delen av landet, nära centrala Sydney. Antalet invånare var 11 827 vid folkräkningen 2016.
Runt Gladesville är det i huvudsak tätbebyggt. Genomsnittlig årsnederbörd är 1 380 millimeter. Den regnigaste månaden är februari, med i genomsnitt 200 mm nederbörd, och den torraste är juli, med 36 mm nederbörd.